# MasterClass
Yanka Industries, Inc. O dba MasterClass é uma plataforma de educação on - line americana. Os alunos podem acessar tutoriais e palestras pré-gravadas por especialistas em várias áreas. O conceito foi concebido por David Rogier e Aaron Rasmussen. Como na maioria das aulas on-line, as aulas não são interativas, embora pelo menos um curso inclua "tarefas interativas" nas quais o aluno agiu com outros alunos, pessoalmente ou pelo Skype.

## História
O MasterClass foi formado por David Rogier e Aaron Rasmussen em 2014 sob o nome de Yanka Industries. O site foi publicado publicamente sob o nome MasterClass em 12 de maio de 2015. Tinha 30.000 inscrições poucos meses após o lançamento.
O MasterClass foi iniciado com US $ 4,5 milhões em financiamento inicial e duas rodadas de financiamento inicial, totalizando US $ 1,9 milhão. Isso foi seguido por US $ 15 milhões em financiamento anunciado em 2016, US $ 35 milhões em 2017 e US $ 80 milhões em 2018. A partir de 2018, o financiamento total da MasterClass era de cerca de US $ 130 milhões.

## Aulas
A MasterClass produz aulas on-line com "personalidades renomadas em seus respectivos campos". Cada aula tem vídeo aulas, exercícios, pastas de trabalho e sessões de entrevista com o instrutor. Uma aula típica tem de 10 a 25 aulas em vídeo, de 2 a 5 horas cada.
As aulas abrangem tópicos como redação, esportes e culinária. A partir de 2019, a empresa estava se expandindo para a política, economia e design de videogames. Muitos instrutores fazem demonstrações ao vivo se o tópico é fácil de ilustrar visualmente, enquanto os escritores dão palestras.
Inicialmente, o MasterClass foi iniciado com apenas três instrutores. Doze aulas foram adicionadas em 2017. No final de 2017, duas classes de atuação, ministradas por Kevin Spacey e Dustin Hoffman, foram removidas depois que várias alegações de agressão sexual foram feitas publicamente contra os dois atores. No final de 2018, o MasterClass tinha cerca de 50 aulas e 1.000 lições. O suporte para dispositivos móveis foi adicionado pela primeira vez em abril de 2018.

## Recepção
Alguns jornalistas escreveram que, embora as aulas não ensinem habilidades técnicas para melhorar a proficiência no ofício, elas fornecem informações sobre a natureza cansativa das atividades artísticas e buscam a perfeição enquanto inspiram o amor pelo ofício. O Verge observou que, embora as inscrições durem a vida inteira, cada curso tem pouco valor de repetição e, portanto, é um desafio manter o aluno aprendendo dentro da plataforma depois de assistir às videoaulas.